# Conirostrum leucogenys
A Conirostrum leucogenys a madarak osztályának verébalakúak (Passeriformes) rendjébe és a tangarafélék (Thraupidae) családjába tartozó faj.

## Rendszerezése
A fajt Frédéric de Lafresnaye francia ornitológus írta le 1852-ben, a Dacnis nembe Dacnis leucogenys néven.

## Alfajai
- Conirostrum leucogenys cyanochroum (Todd, 1924)
- Conirostrum leucogenys leucogenys (Lafresnaye, 1852)
- Conirostrum leucogenys panamense (Griscom, 1927)[2]

## Előfordulása
Panama, Kolumbia és Venezuela területén honos. Természetes élőhelyei a szubtrópusi és trópusi száraz erdők, síkvidéki esőerdők és cserjések, valamint ültetvények, szántóföldek és  másodlagos erdők. Állandó, nem vonuló faj.

## Megjelenése
Testhossza 9 centiméter.
|  |

## Természetvédelmi helyzete
Az elterjedési területe nagyon nagy, egyedszáma pedig stabil. A Természetvédelmi Világszövetség Vörös listáján nem fenyegetett fajként szerepel.